# 1989 en astronomie
Cet article présente les événements qui se sont produits pendant l'année 1989 dans le domaine de l'astronomie.
Le cycle solaire en cours était le cycle solaire 22.

## Événements

### Chronologie

#### Mars
- 9 mars : éruption solaire majeure, laquelle a frappé la Terre le 13 mars en créant un orage géomagnétique causant notamment une panne électrique au Québec.

#### Mai
- 4 mai : publication de l'annonce de la découverte de HD 114762 Ab, première exoplanète ou naine brune découverte[1].

#### Août
- 25 août : la sonde américaine Voyager 2 approche Neptune à son maximum. Elle envoie des images de Neptune et de son système.

## Note et référence
1. ↑  (en) Latham, David W., Stefanik, Robert P., Mazeh, Tsevi, Mayor, Michel et Burki, Gilbert, « The unseen companion of HD114762 - A probable brown dwarf », Nature,‎ 4 mai 1989 (DOI 10.1038/339038a0).